# Kik (Lovinac)
Kik falu Horvátországban Lika-Zengg megyében. Közigazgatásilag Lovinachoz tartozik.

## Fekvése
Gospićtól légvonalban 25 km-re, közúton 39 km-re délkeletre, községközpontjától légvonalban 5 km-re, közúton 6 km-re északnyugatra a Likai karsztmező délkeleti részén, a Likai-középhegység lábánál, az A1-es autópályától 500 méterre keletre fekszik.

## Története
Ez a vidék 1509-ben Bilajjal, Barletével, Slivnikkel, Novacival, Lovinaccal és Novigraddal együtt Ivan Karlović (Karlovics János) horvát bán kezén volt. 1527-ben kihasználva a mohácsi csata utáni zűrzavart és a horvát nemesség megosztottságát a törökök teljesen megszállták Lika területét. A török az elmenekült horvát lakosság helyére új telepeseket, pravoszláv hitű vlachokat és szerbeket telepített be, akik ennek fejében kiváltságokat kaptak. A betelepítés Ferhád pasa idejében 1575 és 1577 között történt. 1689-ben Marko Mesić pap felkelést robbantott ki és a felkelők egy hónap leforgása alatt felszabadították Lika és Korbávia területét a török uralom alól. A betelepítés második hulláma 1690 és 1692 között történt a Gacka völgyéből és a Zrmanja folyó vidékéről érkezett pravoszláv szerbekkel. Az ezt követő első összeírás szerint 1700-ban a raduči parókia területén, melyhez akkor Kik is tartozott összesen 120 ház állt két parókussal. Egy ugyanez évből származó másik adat szerint Ploča és Kik együtt összesen 40 háztartást számlált. 1857-ben 345, 1910-ben 331 lakosa volt. A trianoni békeszerződés előtt Lika-Korbava vármegye Gračaci járásához tartozott. Ezt követően előbb a Szerb-Horvát-Szlovén Királyság, majd Jugoszlávia része lett. A jobb megélhetés miatt többen jártak dolgozni Szerbiába, illetve vándoroltak ki Franciaországba, Amerikába és más országokba. A második világháború időszaka a kikieknek hasonlóan a többi a Független Horvát Állam területén élő szerbekhez az usztasa terror időszaka volt. A partizánegységekből ebben az időben formálódott a nemzeti felszabadító hadsereg. 1941 decemberében Kiken gyűlést tartottak, melynek vezetője a bužimi születésű magas rangú partizánvezér Jakov Blažević volt. Megalakították a nemzeti felszabadító bizottságot és meghirdették a felkelést a nácibarát független horvát állam ellen. Később ilyen bizottságok alakultak több horvát faluban is, melyekhez sokan csatlakoztak. 1944-ben az usztasák visszavonulása után elfoglalták a partizánok, ezzel a térségben véget értek a harcok. 1991-ben lakosságának 95 százaléka szerb nemzetiségű volt, akik még ebben az évben a Krajinai Szerb Köztársasághoz csatlakoztak. A horvát hadsereg 1995. augusztus 6-án foglalta vissza a települést, melynek szerb lakossága elmenekült. A falunak 2011-ben mindössze 4 lakosa volt.

## Lakosság
| Lakosság változása | Lakosság változása | Lakosság változása | Lakosság változása | Lakosság változása | Lakosság változása | Lakosság változása | Lakosság változása | Lakosság változása | Lakosság változása | Lakosság változása | Lakosság változása | Lakosság változása | Lakosság változása | Lakosság változása | Lakosság változása |
| ------------------ | ------------------ | ------------------ | ------------------ | ------------------ | ------------------ | ------------------ | ------------------ | ------------------ | ------------------ | ------------------ | ------------------ | ------------------ | ------------------ | ------------------ | ------------------ |
| 1857               | 1869               | 1880               | 1890               | 1900               | 1910               | 1921               | 1931               | 1948               | 1953               | 1961               | 1971               | 1981               | 1991               | 2001               | 2011               |
| 345                | 338                | 247                | 318                | 352                | 331                | 365                | 358                | 231                | 243                | 232                | 171                | 134                | 126                | 3                  | 4                  |

## Nevezetességei
Szent Péter apostol tiszteletére szentelt kis szerb pravoszláv templomát 1809-ben Radučról hozták át. A II. világháború idején lerombolták. A hívek a pločai parókiához tartoznak.